# Thilo Sarrazin
Thilo Sarrazin (Gera, Alemanha, 1945) é um político alemão, ex-membro do SPD. Foi senador de finanças pelo Estado de Berlim entre 2002 e 2009. Desde 2009 há sido membro da Junta Diretiva do Deutsche Bundesbank. Foi criticado por seus comentários sobre a política de imigração alemã em seu livro Deutschland schafft sich ab ("Alemanha se extingue a si mesma"), que foi publicado em agosto de 2010.
Sarrazin estudou economia na Universidade de Bonn, onde obtive seu doutorado. Desde novembro de 1973 até dezembro de 1974 trabalhou para a Fundação Friedrich Ebert e se tornou membro ativo do SPD. No ano de 1975 començou a trabalhar no Ministério Federal de Finanças. Posteriormente foi chefe de unidade no Ministério de Trabalho e Assuntos Sociais, e em 1981 regressou ao Ministério Federal de Finanças.
Até 1997 foi Secretário de Estado de Ministério de Fazenda do land de Renânia-Palatinado. Posteriormente foi diretor executivo da empresa TLG Immobilien.
Sarrazin está casado e tem dois filhos.

## Biografia

### Pessoal
Sarrazin nasceu em Gera, Alemanha. Sua origem paterna, um francês huguenote, de família originária de Borgonha, enquanto sua origem materna é Anglo-Italiana. Ele explicou que seu sobrenome significa "sarraceno" e é comum no Sul da França: "Ele é derivada de piratas árabes que eram chamados de "sarracenos" na Idade Média ". Ele se referiu a si mesmo como "um europeu mestiço".

Sarrazin é casado com Ursula Sarrazin e tem dois filhos. Seu característico sorriso aparente é devido a uma operação ocorrida em 2004 para remover um tumor em um nervo da orelha, resultando em uma diminuição do lado direito da seu rosto.

### Profissional
Cresceu em Recklinghausen e aos sete anos ele foi enviado para uma escola na Baviera, onde completou sua formação básica. Serviu no exército de 1967-1971, cursando depois Economia na Universidade de Bonn, obtendo seu doutorado. De novembro de 1973 a dezembro de 1974, ele trabalhou para a Fundação Friedrich Ebert e tornou-se activo no SPD.
Em 1975, Sarrazin começou a trabalhar no Ministério Federal das Finanças . Até 1981 atuou como Chefe da Unidade no Ministério do Trabalho e dos Assuntos Sociais, e em 1981 ele retornou ao Ministério Federal das Finanças. De outubro de 1981, ele serviu como chefe de escritório e era um estreito colaborador do ministro federal das Finanças Hans Matthöfer e depois, do seu sucessor Manfred Lahnstein.
Mesmo após o fim da coalizão formada pelo bloco socialista-liberal, em Outubro de 1982, Sarrazin permaneceu no Ministério da Fazenda, onde foi diretor de várias unidades, incluindo o "Innerdeutsche Beziehungen", responsável por preparar as políticas monetária, económica e social. Durante seu período como chefe do Ministério Federal das Finanças, foi parcialmente responsável pelo setor ferroviário alemão.
De 1990 a 1991 Sarrazin trabalhou para o THA . Até 1997, ele foi Secretário de Estado no Ministério das Finanças em Renânia-Palatinate. Posteriormente, ele foi presidente-executivo da TLG Immobilien (TLG).

### Senado
Sarrazin foi senador em Berlim, em janeiro de 2002. Ele aderiu à política financeira baseada na poupança rigorosa e um sistema de contabilidade de entrada única para a gestão das autoridades locais.
Como resultado de suas observações sobre a reputação de educação social em Berlim, Sarrazin foi considerado por alguns como um agitador. Suas propostas para o corte de benefícios sociais eram muitas vezes acompanhadas de protestos. Em 2008, fez sugestões, como a que um beneficiário do ALG II podia comer por menos de 4 € por dia.

### Deutsche Bundesbank
Em 30 de abril de 2009, Sarrazin renunciou ao seu cargo como senador para integrar o comité executivo do Bundesbank. De 01 de maio de 2010 até 1 de setembro de 2010, as suas responsabilidades no Bundesbank incluíram as tecnologias da informação, monitoramento de riscos e revisão. Em 02 setembro de 2010, ele foi liberado das responsabilidades específicas em um movimento pela restantes membros do conselho de tê-lo removido como membro da diretoria executiva após uma série de declarações polêmicas feitas por Sarrazin.
Devido a polêmica em função de seu livro, em 09 setembro de 2010 Sarrazin pediu ao presidente do Bundesbank para afastá-lo das suas funções como membro do conselho.

## Imigração
Sarrazin publicou seu livro intitulado Deutschland schafft sich ab ("Alemanha extingue a si mesma"), que rapidamente se transformou no centro de grande polêmica sobre a imigração na Alemanha, Sarrazin levanta questões sobre a capacidade de integração e os custos dos imigrantes para a Alemanha e seus reflexos na economia, cultura e bem-estar social.

Sarrazin acusa os membros da comunidade islâmica de terem se beneficiado muito mais da previdência social do país do que contribuíram para a mesma.
Sarrazin afirma os fatores comuns aos grupos de imigrantes muçulmanos, principalmente Turcos e Árabes: 
- Integração abaixo da média no mercado de trabalho;
- Dependência do sistema social acima da média;
- Participação educacional abaixo da média;
- Fertilidade acima da média;
- Segregação espacial com tendência à formação de uma sociedade paralela;
- Religiosidade acima da média com crescente tendência ao fundamentalismo;
- Criminalidade acima da média, variando de um simples crime violento até o terrorismo.

Também afirma que apenas um terço dos imigrantes muçulmanos sobrevivem do seu próprio trabalho, e que a taxa de desemprego entre os muçulmanos é quatro vezes maior do entre os alemães. Destaca ainda, que a alta dependência dos sistema social e alta taxas de desemprego não são comuns entre os grupos de imigrantes não-muçulmanos.
"Em todos os países europeus os imigrantes muçulmanos custam à sociedade mais do que fornecem devido a sua pouca atividade de trabalho e aos benefícios sociais que recebem"
"Do ponto de vista cultural e civil, as concepções sociais e os valores que representam são um retrocesso", e que a imigração tem tornado a sociedade alemã mais burra, pois os imigrantes muçulmanos não tem bom nível educacional  (...) a maioria deles não tem qualquer atividade produtiva, senão vender frutas e legumes.
Sarrazin também demonstra preocupação com a Demografia da Alemanha, mostrando temos de que os muçulmanos se tornem maioria entre a população do país, devido a altas taxas de fertilidade e imigração oriunda de países islâmicos. Em um trecho, ele escreve:
"Eu não quero que o país dos meus netos e bisnetos seja de maioria muçulmana, ou que o turco ou árabe seja falado em grandes áreas, que as mulheres usem véus e o ritmo diário seja estabelecido pela chamada do muezzin. Se eu quiser experimentar isso, é só eu passar as férias no Oriente".